# 第38回ボストン映画批評家協会賞
38th BSFC Awards

2017年12月10日

作品賞: 

ファントム・スレッド
第38回ボストン映画批評家協会賞（だい38かいボストンえいがひひょうかきょうかいしょう）は2017年の映画を対象としており、2017年12月10日に受賞者が発表された。

## 受賞一覧

### 作品賞
- 『ファントム・スレッド』

### 監督賞
- ポール・トーマス・アンダーソン - 『ファントム・スレッド』

### 主演男優賞
- ダニエル・カルーヤ - 『ゲット・アウト』

### 主演女優賞
- サリー・ホーキンス - 『シェイプ・オブ・ウォーター』

### 助演男優賞
- ウィレム・デフォー - 『フロリダ・プロジェクト 真夏の魔法』

### 助演女優賞
- ローリー・メトカーフ - 『レディ・バード』

### アンサンブル・キャスト賞
- 『マイヤーウィッツ家の人々 (改訂版)』

### 脚本賞
- グレタ・ガーウィグ - 『レディ・バード』

### 撮影賞
- ホイテ・ヴァン・ホイテマ - 『ダンケルク』

### 編集賞
- デヴィッド・ロウリー - 『A GHOST STORY ア・ゴースト・ストーリー』

### アニメ映画賞
- 『リメンバー・ミー』

### 外国語映画賞
- 『ザ・スクエア 思いやりの聖域』 スウェーデン

### ドキュメンタリー映画賞
- 『Dawson City: Frozen in Time』

### 新人映画人賞
- ジョーダン・ピール - 『ゲット・アウト』

### 音楽賞
- ジョニー・グリーンウッド - 『ファントム・スレッド』

## 参考
1. ↑  “Boston Society Of Film & New York Film Critics Online Announce Award Winners For 2017”. 2017年12月11日閲覧。

| ボストン映画批評家協会賞       | ボストン映画批評家協会賞                    | ボストン映画批評家協会賞       |
| ------------------------------ | ------------------------------------------- | ------------------------------ |
| 前回 （2016年度）              | 第38回ボストン映画批評家協会賞 （2017年度） | 次回（2018年度）               |
| 第37回ボストン映画批評家協会賞 | 第38回ボストン映画批評家協会賞 （2017年度） | 第39回ボストン映画批評家協会賞 |